# ウィリアム・クーパー

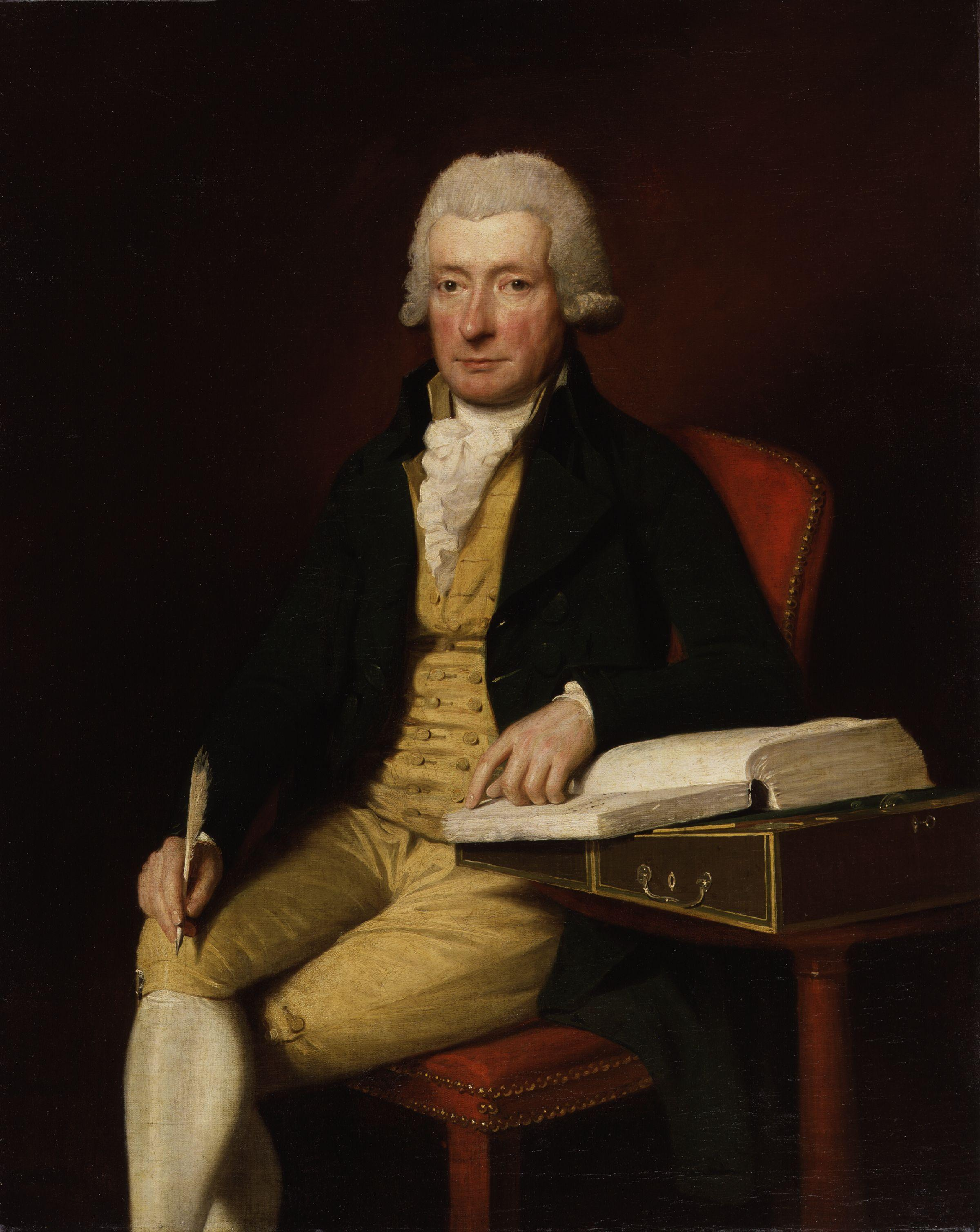
レミュエル・フランシス・アボットによる肖像画、1792年。

ウィリアム・クーパー（William Cowper, 1731年 - 1800年4月25日）は、イギリスのロマン主義の先駆者的な詩人である。

## 来歴

### 生い立ち
1731年にイングランド南部のハートフォードシャーのバーカムステッドの牧師の子として生まれた。子ども時代に3人の兄弟と2人の姉妹を失い、6歳になる前に弟ジョンの出産と共に母親を失った。
1748年にウェストミンスター・スクールを卒業し、同年ミドル・テンプルに入学し、ロンドンの法律事務所で書記として2年間年季奉公をする。

### うつ病を発症
その後、英国国会下院の記録係の仕事を紹介されるが、口答試験に恐れをなし、アヘンにより自殺未遂を起こす。
うつ病を発症し精神病院に入院し、福音主義の教えに触れる。しかし、病状は回復せず、弟の家に逗留したのち、ケンブリッジャーのハンティンドンに転居した。そこで、敬虔な福音主義のキリスト教徒であったアンウィン一家と出会い、アンウィンの家に同居することになった。

### ニュートンと讃美歌集を出版
まもなく、アンウィン家の父モーリーが落馬事故で亡くなる。丁度その頃、地方に伝道に来ていた牧師ジョン・ニュートンが駅伝馬車が故障し、偶然モーリーを訪ねることになった。そこで、モーリーの死亡を知り、残された家族とクーパーの援助を申し出た。
そこで、クーパー達はオウルニィに住むことになった。クーパーとニュートンは意気投合して、賛美歌を創ることになった。ニュートンが280、クーパーが68の賛美歌を作り、それが『オウルニィの讃美歌集』として出版された。

### うつ病により婚約解消
モーリーの未亡人メアリーは2人の子どもが独立すると、クーパーと婚約することになる。しかし、この婚約でうつ病が再発し、婚約を解消した。再び、クーパーは自殺を図った。自責の念から、教会に行かず、自室に引きこもってしまった。
1769年にメアリー・アンウィンが病に倒れたときに、「神と共に生きて」(Oh! for a closer walk with God)を書いた。
1779年ニュートンが、クーパーを離れロンドンに転居した。
1781年クーパーはオースティンという女性に出会い、創作の刺激を受けた。しかし、メアリー・アンウィンを気遣って交際を突然やめてしまった。

### 晩年～死去
その後、いくつかの詩集を出版し、イギリスを代表するロマン主義の詩人として認められた。また、ギリシア語のホメロスの詩、ラテン語のミルトンの死を英訳するという業績も残している。
1800年に死去する。ニュートンがクーパーの死に際して弔辞を残している。